# UTC+12:45

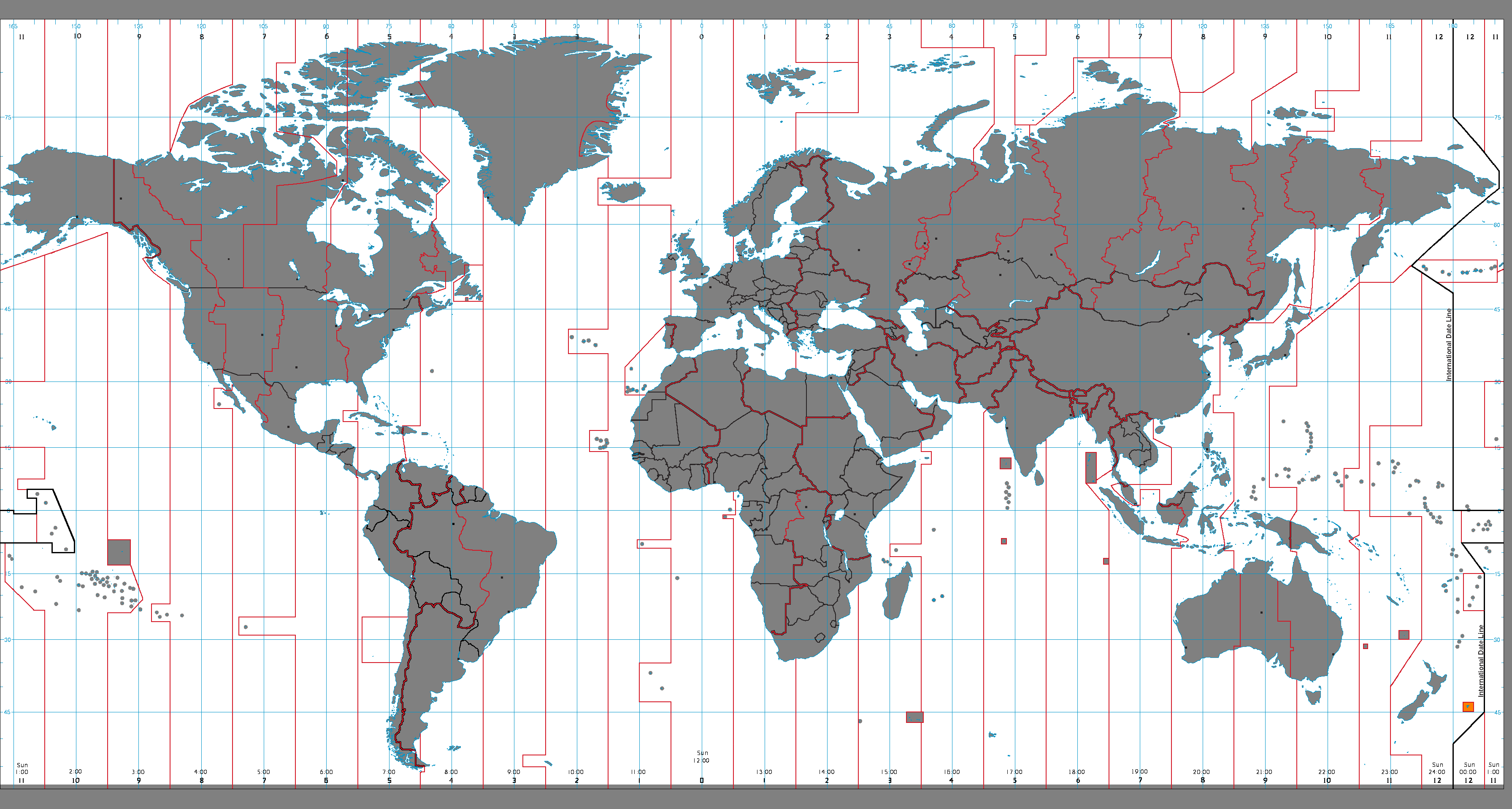
oblast, kde čas UTC+12:45 platí sezónně v zimním období
území, kde čas UTC+12:45 neplatí
mořské plochy nespadající do pásma UTC+12:45
Poznámka: Stav k roku 2008

UTC+12:45 je zkratka a identifikátor časového posunu o plus 12¾ hodiny oproti koordinovanému světovému času. Tato zkratka je všeobecně užívána.
Výjimečně lze nalézt o zkratku M‡ nebo M^  (slovně anglicky Mike-Three).
Zkratka se často chápe ve významu časového pásma s tímto časovým posunem. Tento čas je neobvyklý a jeho řídícím poledníkem je 168°45′ západní délky; pásmo by teoreticky mělo rozsah mezi 161°15′ až 178°15′ západní délky.

## Jiná pojmenování
| zkratka | česky | anglicky                     | poznámka | odkaz |
| CHAST   | -     | Chatham Island Standard Time |          | [ 4 ] |

## Úředně stanovený čas
Čas UTC+12:45 je používán na následujících územích.

### Sezónně platný čas
- Chathamské ostrovy (Nový Zéland) — standardní čas[p 6][p 7] platný na tomto souostroví

## Historie
Nový Zéland byl první zemí, kde se zavedl pásmový čas. Z obav, aby se příliš nelišil od slunečního času, byl v roce 1868 stanoven k východní délce 172°30′, tedy posunut oproti Greenwichskému střednímu času (GMT) o 11½ hodiny. Ze stejné zásady se vycházelo i pro ostatní území v novozélandské správě a čas na Chathamských ostrovech byl stanoven na GMT+12¼, což oproti hlavním ostrovům představovalo posun o ¾ hodny. Současný stav upravuje zákon 39 z roku 1974 (Time Act) a zachovává 45.minutový posun oproti času na hlavních ostrovech (UTC+12:00).